# Liste der Baudenkmäler in Wörth am Main
Auf dieser Seite sind die Baudenkmäler in der unterfränkischen Stadt Wörth am Main zusammengestellt. Diese Tabelle ist eine Teilliste der Liste der Baudenkmäler in Bayern. Grundlage ist die Bayerische Denkmalliste, die auf Basis des Bayerischen Denkmalschutzgesetzes vom 1. Oktober 1973 erstmals erstellt wurde und seither durch das Bayerische Landesamt für Denkmalpflege geführt wird. Die folgenden Angaben ersetzen nicht die rechtsverbindliche Auskunft der Denkmalschutzbehörde.
 Diese Liste gibt den Fortschreibungsstand vom 16. April 2020 wieder und enthält 33 Baudenkmäler.

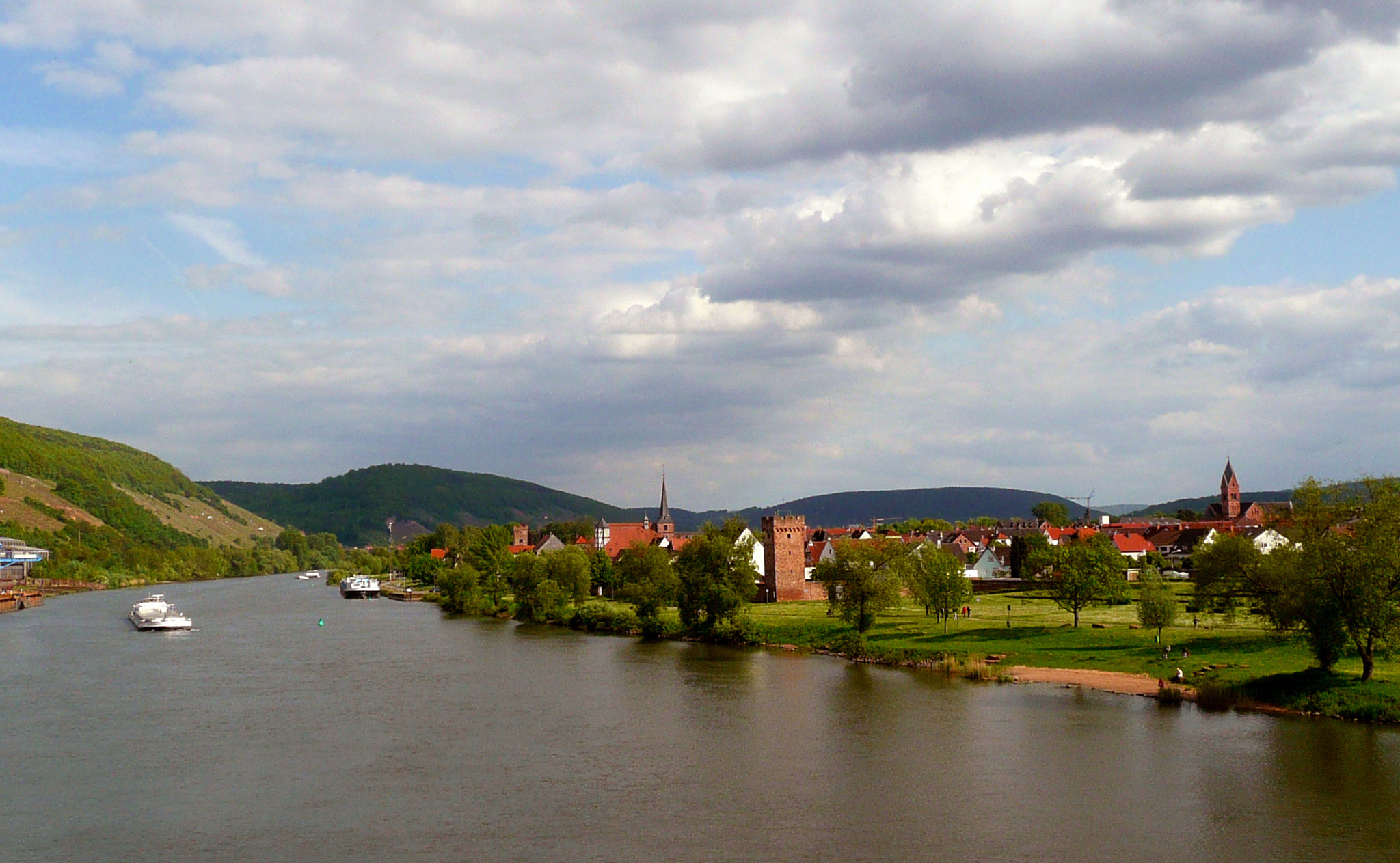
Blick auf Wörth am Main

In dieser Kartenansicht sind Baudenkmäler ohne Koordinaten mit einem roten bzw. orangen Marker dargestellt und können in der Karte gesetzt werden. Baudenkmäler ohne Bild sind mit einem blauen bzw. roten Marker gekennzeichnet, Baudenkmäler mit Bild mit einem grünen bzw. orangen Marker.

## Ensembles

### Ensemble Emil-Geis-Straße

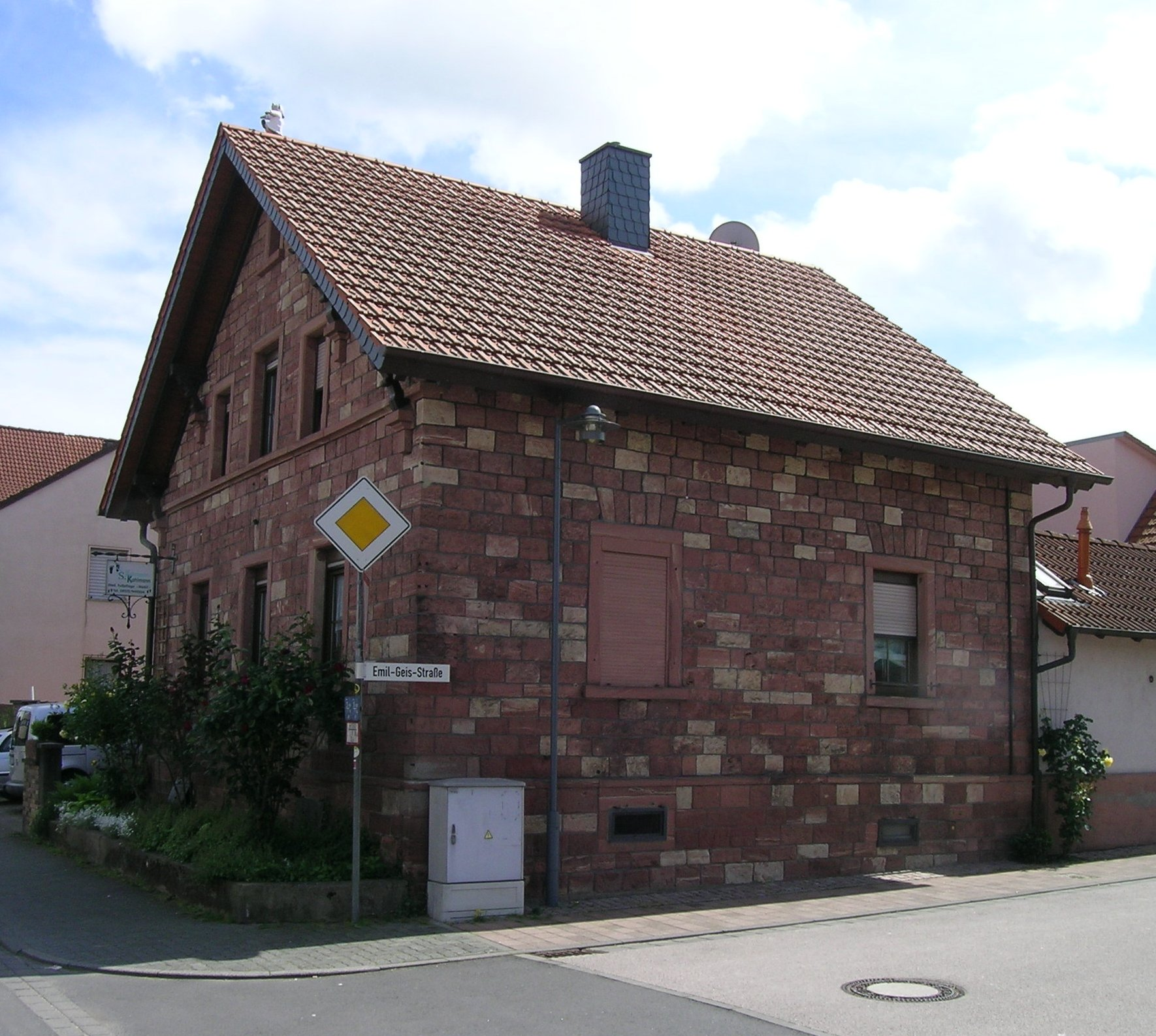
Emil-Geis-Straße

Einziger weitgehend im ursprünglichen Zustand erhaltener kurzer Straßenzug des nach der Mainüberflutung 1882 angelegten Stadtteils Neu-Wörth. Bebauung durch freistehende erdgeschossige Wohnhäuser, meist giebelständig, in Rotsandstein. Umgrenzung: Emil-Geis-Straße 1–12, Landstraße 18, Ludwigstraße 12–17. Aktennummer: E-6-76-169-1.

### Ensemble Marktplatz und Emil-Geis-Straße
Das Ensemble umfasst den im Schnittpunkt von Ludwig- und Luxburgstraße gelegenen quadratischen „Marktplatz“ und die Emil-Geis-Straße. Der Marktplatz bildet das Zentrum des nach der Mainüberflutung von 1882 angelegten Stadtteils Neu-Wörth. Zweigeschossige Rotsandsteinhäuser, die Giebel in die Luxburgstraße gerichtet, und der repräsentative Schulhausbau, jetzt Rathaus, fassen ihn ein. Die Platzmitte wird durch das Kriegerdenkmal akzentuiert. Die Emil-Geis-Straße ist der einzige weitgehend im ursprünglichen Zustand erhaltene Straßenzug des Stadtteils. Die Bebauung dort wird gebildet durch erdgeschossige freistehende, meist giebelständige Wohnhäuser in Rotsandstein, die zwischen 1883 und 1885 errichtet worden sind. Umgrenzung: Ludwigstraße 6–11, Luxburgstraße 9, 11, Kriegerdenkmal. Aktennummer: E-6-76-169-2.

### Ensemble Rathausstraße

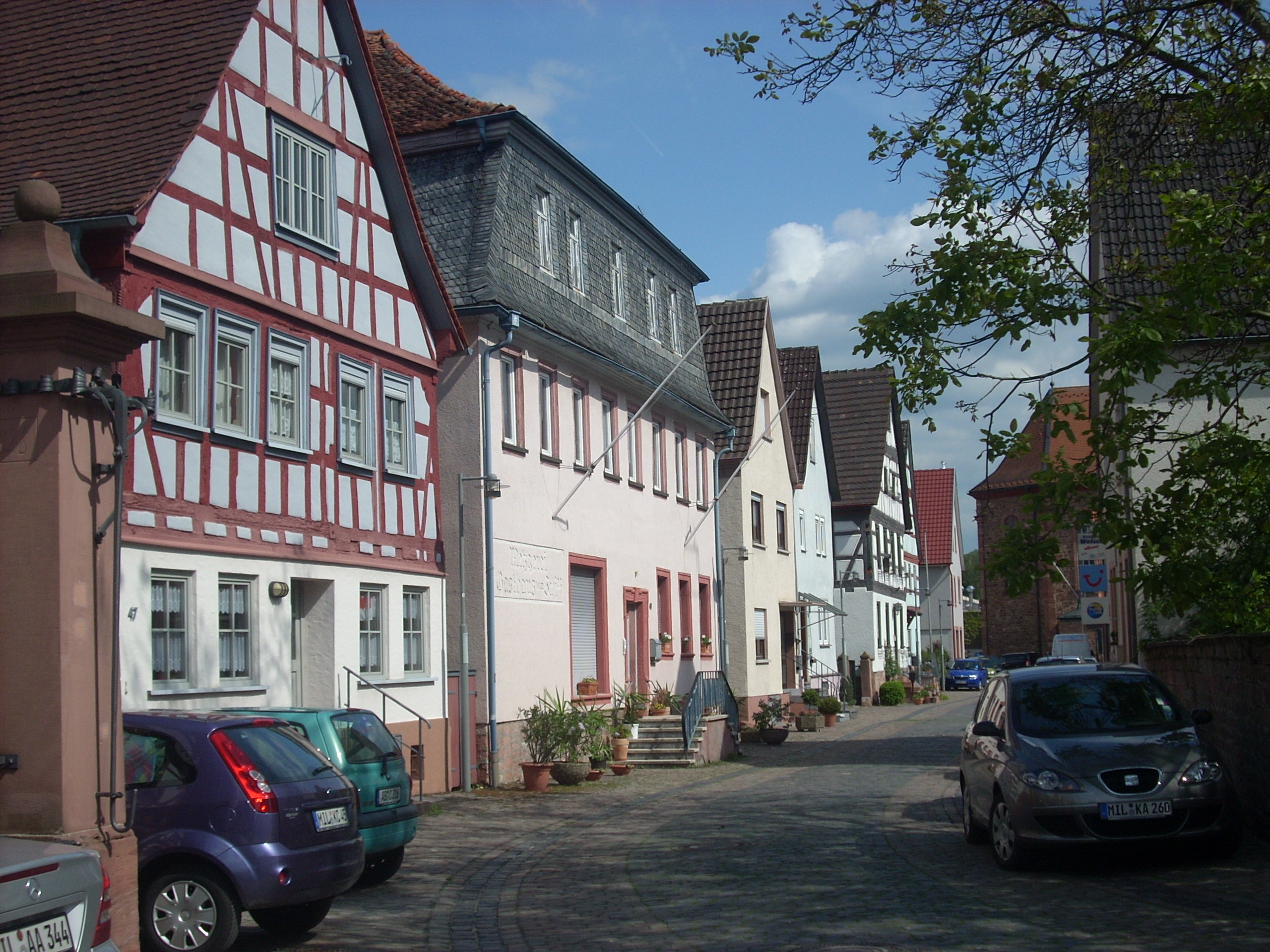
Rathausstraße

Das Ensemble umfasst den Bereich der Rathausstraße vom Zugang zum Fluss an der Mainstraße bis zum Oberen Tor. Die Rathausstraße, ehemals Vordere Gasse, ist die Hauptachse und das Rückgrat der in einem Längsrechteck sich am linken Mainufer ausdehnenden Altstadt von Wörth. Die Straße ist auf der Nordostseite geschlossen mit bürgerlichen Giebel- und Mansarddachhäusern bebaut, am Durchgang zum Main setzt das Alte Rathaus einen besonderen Akzent. Die Südwestseite zeigt lockere Bebauung, dazwischen Hausgärten und der in die Straßenflucht einspringende Chor der alten Pfarrkirche. – Der kurze, zum Fluss vermittelnde Zug der Mainstraße mit seinen Schifferhäusern macht die historische Bedeutung des vor 1291 (Erstnennung) zur Stadt erhobenen Ortes als Mainhafen anschaulich. Umgrenzung: Rathausstraße 23, 24–62, 65, 66, Mainstraße 11–15, 29. Aktennummer: E-6-76-169-3.

## Stadtbefestigung
Der parallel zum Main längsrechteckige Verlauf der Stadtmauer ist entlang der Südwestseite in Teilen, an der nordwestlichen Schmalseite vollständig und entlang der nordöstlichen Mainseite zumeist von Häusern überbaut und mit vorgesetzten Stützpfeilern zu großen Teilen erhalten. Die Mauer besteht aus Sandsteinbruchmauerwerk und entstammt dem 15. Jahrhundert. 
Aktennummer: D-6-76-169-3.

| Lage                        | Objekt                           | Beschreibung | Akten-Nr.     | Bild                             |
| --------------------------- | -------------------------------- | --- | ------------- | -------------------------------- |
| Nähe Mainstraße (Standort)  | Turm, sogenannter Tannenturm     | Nördlicher Eckturm der Stadtbefestigung, nach 1738 Gefängnis, in Flucht der angrenzenden Mauerzüge auf rechteckigem Grundriss errichtet mit auf Konsolfries vorkragendem Zinnenkranz, Sandstein mit Resten von Verputz und Werksteinkanten und -elementen, 15. Jahrhundert, 1672 und 1957 nach Beschädigung im Zweiten Weltkrieg erneuert | D-6-76-169-3  | Turm, sogenannter Tannenturm     |
| Rathausstraße 94 (Standort) | Stadttor, sogenanntes Oberes Tor | Torturm mit segmenttonnengewölbter Durchfahrt und Fachwerkobergeschoss, verputztes und weiß geschlämmtes Mauerwerk mit Bossenquaderkanten, Feldseite mit spitzbogigem Gewände, darüber wappengeschmückter Gusserker, Schlüssellochscharten und apotropäische Tiermaske, steinerne Torangeln erhalten, 1450, 1573, 1672 und 1751 jeweils nach Kriegszerstörungen wieder aufgebaut in der Denkmalliste auch unter der Nummer D-6-76-169-5 aufgeführt | D-6-76-169-34 | Stadttor, sogenanntes Oberes Tor |

## Baudenkmäler
| Lage                                                | Objekt                                                 | Beschreibung | Akten-Nr.     | Bild                                                   |
| --------------------------------------------------- | ------------------------------------------------------ | --- | ------------- | ------------------------------------------------------ |
| Landstraße 2 (Standort)                             | Katholische Friedhofskapelle St. Martin                | Identisch mit dem Chor der bis 1789 bestehenden ältesten Pfarrkirche der Stadt, verputzter Bau über annähernd quadratischem Grundriss mit Lanzettfenstern (teilweise neu eingefügt) und Giebelkreuz aus Werkstein, Satteldach und verschieferter Giebelreiter mit Glockenhaube, um 1400. Seit April 2015 wird die Kapelle als Urnenbestattungskapelle genutzt, auch Kolumbarium genannt. | D-6-76-169-9  | weitere Bilder                                         |
| Landstraße 23 a (Standort)                          | Bergfried                                              | Schlossturm mit (neuzeitlichem) Zinnenkranz über Konsolfries, verputztes Sandsteinmauerwerk mit Buckelquaderkanten und Werksteinelementen, letzter Rest einer 1299 genannten und endgültig im 19. Jahrhundert abgebrochenen Burg | D-6-76-169-6  | Bergfried                                              |
| Landstraße 26 (Standort)                            | Villa                                                  | Eingeschossiger Satteldachbau mit Zwerchhaus über Säulenbalkon und angeschlossenem Mansardwalmdachbau, gelber Klinkerstein mit reichen Rotsandsteingliederungen über hohem Rustika-Kellersockel, Neorenaissance um 1900 | D-6-76-169-2  | Villa                                                  |
| Landstraße 42 (Standort)                            | Gutshaus (ursprünglich Gasthaus)                       | Zweigeschossiger verputzter Walmdachbau mit Sandsteingliederungen und übergiebeltem Mittelrisalit, klassizistische Haustür mit Freitreppe, um 1800 | D-6-76-169-8  | Gutshaus (ursprünglich Gasthaus)                       |
| Luxburgstraße (Standort)                            | Kriegerdenkmal                                         | Löwenfigur auf Doppelsäule, reliefiertes Postament mit flankierenden Brunnenschalen und Bronzewasserspeiern, Travertin, 1913 | D-6-76-169-11 | Kriegerdenkmal                                         |
| Luxburgstraße 10 (Standort)                         | Ehemaliges Schulhaus, jetzt Rathaus                    | Freistehender zweigeschossiger Flachwalmdachbau auf rechteckigem Grundriss über hohem Kellersockel mit flankierenden Risaliten, repräsentative Fassaden aus Quadermauerwerk mit Werksteingliederungen, Neorenaissance, 1885 | D-6-76-169-13 | Ehemaliges Schulhaus, jetzt Rathaus                    |
| Luxburgstraße 15 (Standort)                         | Katholische Pfarrkirche St. Nikolaus                   | Dreischiffige Basilika auf kreuzförmigem Grundriss und leicht eingezogener Rundapsis, Chorseitenturm mit verschiefertem Rhombendach, aufwendig gestaltete Portalfassade, lebhafte Dachlandschaft von der Chorseite her durch den zweigeschossigem Sakristeianbau gegenüber dem Kirchturm mit überdachter Außentreppe und Nebenapsis, neuromanisch, 1896–98; mit Ausstattung | D-6-76-169-14 | weitere Bilder                                         |
| Mainstraße 49 (Standort)                            | Ehemaliges katholisches Pfarrhaus mit Pfarrgarten      | Freistehender zweigeschossiger Walmdachbau auf der mainseitigen Stadtmauer, Putz- und Werksteingliederungen, Freitreppe über Kellerhals zum Hof erneuert, barock, 1763 Pfarrgarten, Reste der Gartenmauer und Torpfeiler mit Pinienzapfen, Sandstein, 1737 | D-6-76-169-17 | weitere Bilder                                         |
| Mittleres Gewänd (Standort)                         | Wegkreuz, sogenanntes Ruhkreuz                         | Breites Sandsteinpostament, bezeichnet 1729 (vermutlich ehemals Prozessionsaltar) mit erneuerter Deckplatte und mittig aufgesetztem Sandsteinkreuz mit Metallkorpus, 2. Hälfte 19. Jahrhundert | D-6-76-169-20 | Wegkreuz, sogenanntes Ruhkreuz                         |
| Nähe Galgenstraße (Standort)                        | Galgen                                                 | Zwei 7 m hohe Rundpfeiler auf quadratischem Sockel, Abdeckung mit Kugelbekrönung, gegenüberliegende rechteckige Aussparungen für ehemalige Querbalken, Sandstein, 1754 | D-6-76-169-36 | Galgen                                                 |
| Nähe Odenwaldstraße; Odenwaldstraße (Standort)      | Bildstock an der Odenwaldstraße                        | Gemauerter Prozessionsaltar mit Pfeiler, bezeichnet 1862, älterer würfelförmiger Aufsatz mit Reliefdarstellung 'Kreuzigungsgruppe' auf Vorder- und Rückseite, Beschlagwerkornament und Inschrift sowie geschweiftem Pyramidendach, Sandstein, Spätrenaissance, um 1600 | D-6-76-169-19 | weitere Bilder                                         |
| Pfarrer-Adam-Haus-Straße 6 (Standort)               | Pfarrhaus                                              | Pfarrhaus, freistehender zweigeschossiger Satteldachbau mit leicht vorgezogenem Mittelrisalit, Betonungen der Kanten und Rahmungen durch Werksteingliederungen, kreuzförmige Giebelfenster, auf der Eingangsseite Palladiomotiv mit eingestellter St. Josephsfigur, Sandstein, 1888 Nebengebäude, parallel zum Pfarrhaus errichteter eingeschossiger Satteldachbau, Sandsteinmauerwerk mit Werksteingiebel und Maßwerk-Vierblatt, wohl zeitgleich Einfriedung, Sandsteinmauer mit zwei Pfeilertoren und ornamentierten eisernen Torflügeln, Ende 19. Jahrhundert | D-6-76-169-21 | weitere Bilder                                         |
| Rathausstraße (Standort)                            | Marktbrunnen                                           | Brunnenpfeiler mit Sockel und Abdeckung mit Kugelbekrönung, vorgestelltes Brunnenbecken, Sandstein, bezeichnet 1828, umlaufendes Pumpgestänge aus Schmiedeeisen, insgesamt stark erneuert | D-6-76-169-27 | Marktbrunnen                                           |
| Rathausstraße 24 (Standort)                         | Wohnhaus                                               | Zweigeschossiges, im Erdgeschoss verputztes Fachwerkhaus über hohem Kellersockel in Ecklage, mit Krüppelwalmdach, 18. Jahrhundert | D-6-76-169-22 | Wohnhaus                                               |
| Rathausstraße 40 (Standort)                         | Wohnhaus                                               | zweigeschossiges Fachwerkhaus mit Zierfachwerk und Krüppelwalmdach über hohem Kellersockel, in platzbeherrschender Ecklage und Fluchtpunkt in der Blickachse der Rathausstraße, 17./18. Jahrhundert, Erdgeschoss verändert | D-6-76-169-23 | Wohnhaus                                               |
| Rathausstraße 43 (Standort)                         | Altes Rathaus                                          | Zweigeschossiger Satteldachbau mit Fachwerkobergeschoss in Ecklage, verputztes Erdgeschoss mit Renaissanceportalen und Werksteinkanten und -rahmungen, im Innern dreischiffige Halle mit Rundbogenarkade, bzw. säulengestütztem Unterzug, vorkragendes Obergeschoß mit Zierfachwerk und Fachwerkerker mit geschweiftem Giebel zum Marktplatz, darüber dreigeschossiger verschieferter Giebel und ebenfalls verschieferter Giebelreiter mit Glockendach, am rückwärtigen Giebel Treppenturm aus zwei massiven Rundgeschossen und darüber drei achteckigen Fachwerkgeschossen über den First hinausragend, auf der Wetterseite verschiefert, flaches verschiefertes Zeltdach, bezeichnet mit 1613, 1897 ff. restauriert; mit historischer Ausstattung | D-6-76-169-26 | Altes Rathaus                                          |
| Rathausstraße 44 (Standort)                         | Wohnhaus                                               | Zweigeschossiges teilweise verputztes Fachwerkhaus mit Zierfachwerk über hohem Kellersockel in Ecklage, 1. Hälfte 17. Jahrhundert, Erdgeschoss verändert | D-6-76-169-24 | Wohnhaus                                               |
| Rathausstraße 48 (Standort)                         | Ehemaliges Gasthaus „Zum weißen Röß'l“ mit Einfriedung | Gasthaus, freistehender dreigeschossiger verputzter Fachwerkbau mit Mansardhalbwalmdach auf Stadtmauer gesetzt, 18. Jahrhundert vermutlich unter Einbeziehung eines älteren Fachwerkbaus mit Vorkragung, Erweiterung mit dreigeschossigem Satteldachflügel über den Verlauf der Stadtmauer hinweg, 1. Hälfte 19. Jahrhundert, Straßenfassade massiv erneuert mit Putzinschrift, 1. Hälfte 20. Jahrhundert Einfriedung, viertelkreisförmig verlaufende Hofmauer, Sandstein, 18. Jahrhundert | D-6-76-169-25 | Ehemaliges Gasthaus „Zum weißen Röß'l“ mit Einfriedung |
| Rathausstraße 49 (Standort)                         | Gasthaus                                               | zweigeschossiger Mansardwalmdachbau über hohem Kellersockel in Ecklage, Erdgeschoss mit geohrten Sandsteinrahmungen, Portalsturz mit Metzger-Zunftzeichen, verputztes Fachwerkobergeschoss, Dach teilweise verschiefert, bezeichnet 1754, erweitert 1818 | D-6-76-169-28 | Gasthaus                                               |
| Rathausstraße 55 (Standort)                         | Wohnhaus                                               | Giebelständiger zweigeschossiger Satteldachbau auf hohem Kellersockel mit Fachwerkobergeschoss, Zierfachwerk, 1. Hälfte 18. Jahrhundert | D-6-76-169-29 | Wohnhaus                                               |
| Rathausstraße 64 (Standort)                         | Wohnhaus                                               | Dreigeschossiger Satteldachbau mit zwei Fachwerkobergeschossen über hohem Kellersockel, in Ecklage, wohl Anfang 19. Jahrhundert | D-6-76-169-30 | Wohnhaus                                               |
| Rathausstraße 72 (Standort)                         | Ehemalige Katholische Pfarrkirche St. Wolfgang         | Bis zum 15. Jahrhundert St. Marien-Patrozinium, seit 1991 Schiffbaumuseum, gurtbogengewölbtes Langhaus mit dreiseitigem Chorschluss und Satteldach, unverputztes Sandsteinmauerwerk mit Werksteingliederungen, bezeichnet 1729/30, unter Einbeziehung des Kirchturmes vom gotischen Vorgängerbau, der wiederum aus einem ehemaligen Wehrturm der Stadtbefestigung entstand, Sandstein, 14./15. Jahrhundert mit nachgotischem Obergeschoss und leicht gedrehtem verschiefertem Spitzhelm; mit Ausstattung | D-6-76-169-31 | Ehemalige Katholische Pfarrkirche St. Wolfgang         |
| Rathausstraße 74 (Standort)                         | Schule, sogenannte Alte Schule, ehemals Schwesternhaus | Zweigeschossiger Putzbau mit Mansardhalbwalmdach auf hohem Kellersockel unter Einbeziehung der Stadtmauer errichtet, Erdgeschoß mit Sandsteingliederungen, 1753, zweigeschossiger Satteldachanbau nach Süden und ebenso nach Norden als Verbindungsbau zur Kirche, jetziges Erscheinungsbild geprägt durch den Umbau zum Museum vor 1991 | D-6-76-169-32 | Schule, sogenannte Alte Schule, ehemals Schwesternhaus |
| Rathausstraße 79 (Standort)                         | Wohnhaus                                               | Zweigeschossiger Mansardhalbwalmdachbau auf hohem Kellersockel, stark vorkragendes und verputztes Fachwerkobergeschoss, Ecklage, 18. Jahrhundert, im Kern möglicherweise noch 16.–17. Jahrhundert | D-6-76-169-33 | Wohnhaus                                               |
| Waisenhausstraße (Standort)                         | Bildstock, Prozessionsaltar                            | Sandstein, bezeichnet 1711 mit Nischenaufsatz des 19. Jahrhunderts und bekrönender Figur der Pietà, darüber Haubendach, Blech, 20. Jahrhundert | D-6-76-169-1  | Bildstock, Prozessionsaltar                            |
| Waisenhausstraße 20; Waisenhausstraße 14 (Standort) | Katholische Kapelle St. Wendelin                       | Einschiffiger Raum mit dreiseitig schließendem Chor und Satteldach, verschieferter Giebelreiter mit Kuppelhaube, Putzfassade mit Werksteinrahmungen, an der Eingangsseite mit Figurennischen mit Hl. Valentin und Hl. Rochus (erneuert), bezeichnet 1780; mit Ausstattung | D-6-76-169-35 | Katholische Kapelle St. Wendelin                       |
| Waisenhausstraße 14 (Standort)                      | Gartenmauer                                            | im Bereich vom ehemaligen Pfarrhaus (Hs.-Nr. 14) mit Pfeilerportal und Sandsteinzaunpfosten mit Knauf, Sandstein, 18. Jahrhundert | D-6-76-169-35 | BW                                                     |
| Waisenhausstraße 25 (Standort)                      | Josefs-Säule                                           | Figur des hl. Josef mit Jesuskind, Kalkstein, auf kannelierter Kompositsäule und würfelförmigem Sockel, Rotsandstein, mit Inschriften sowie Kartuschen mit Bildern eines Geistlichen, um 1875 | D-6-76-169-81 | weitere Bilder                                         |

## Abgegangene Baudenkmäler
In diesem Abschnitt sind Objekte aufgeführt, die früher einmal in der Denkmalliste eingetragen waren, jetzt aber nicht mehr existieren, z. B. weil sie abgebrochen wurden. Aktennummern in diesem Abschnitt sind ehemalige, jetzt nicht mehr gültige Aktennummern.

| Lage                           | Objekt               | Beschreibung | Akten-Nr.     | Bild                 |
| ------------------------------ | -------------------- | --- | ------------- | -------------------- |
| Waisenhausstraße 14 (Standort) | Ehemaliges Pfarrhaus | Freistehender eingeschossiger Bau mit Mansardhalbwalmdach, verputztes Fachwerk, bezeichnet 1790, abgerissen 2017 | D-6-76-169-37 | Ehemaliges Pfarrhaus |